# Paraconotrochus zeidleri
Espèce
Statut CITES
Paraconotrochus zeidleri est une espèce de coraux appartenant à la famille des Caryophylliidae.